# Uri Davis
Uri Davis (j. heb. אוריאל „אורי” דייוויס) (ur. 1943 w Jerozolimie) – palestyński socjolog pochodzenia żydowskiego, polityk, działacz na rzecz praw człowieka.
Urodził się w rodzinie żydowskiej w Jerozolimie na terenie Palestyny stanowiącej wówczas mandat brytyjski. W latach 60 zaangażował się w działalność ruchu na rzecz praw człowieka, brał udział w akcjach potępiających przejmowanie ziemi mniejszości arabskich przez Izrael. Jest wykładowcą na uniwersytecie Al Qods, na Zachodnim Brzegu Jordanu. W sierpniu 2009 r., został wybrany do rady rewolucyjnej Fatahu.
Sam określa się jako Palestyńczyk, anty-syjonista żydowskiego pochodzenia. Posiada obywatelstwo izraelskie i brytyjskie. Jego żoną jest Palestynka. Mieszka na Zachodnim Brzegu Jordanu.